# Piano Magic
Piano Magic – brytyjski zespół muzyczny założony latem 1996 przez Glena Johnsona, Dominica Chennella i Dicka Rance'a w Londynie. Brzmienie grupy określane jest jako ambient pop, post-rock, indietronica, cold wave, dark wave i ghostrock.

## Historia zespołu
Skład grupy zmieniał się na przełomie lat, a jej jedynym stałym członkiem jest Glen Johnson. Zespół początkowo nie planował występów na żywo, jednak po zdobyciu popularności jego pierwszego singla w audycji Johna Peela ugiął się pod naporem wytwórni muzycznej i wraz z nowym członkiem, perkusistą Paulem Tornbohmem, rozpoczął koncertowanie.
W 1997 zespół wydał swôj debiutancki album pt. Popular Mechanics. Krótko później do grupy dołączyli Alexander Perls, Jen Adam i Ezra Feinberg, a przed ukazaniem się kolejnego albumu – Low Birth Weight z 1998 – skład opuścił Dominic Chennell. Zespół nagrał ścieżkę dźwiękową do filmu Bigasa Luny Pieśń morza (Son de Mar, 2001).
W 2007 wystąpili na dwóch festiwalach w Polsce: Off Festival w Mysłowicach i Ars Cameralis w Chorzowie.

## Związane projekty
Glen Johnson w marcu 2009 roku wydał pod swoim nazwiskiem album 'Details Not Recorded'. Glen Johnson nagrywał też jako 'Textile Ranch'.
Cedric Pin i Glen Johnson działali także jako 'Future Conditional'.
Dominic Chennell nagrywał jako 'Dominic de Nebo', a także z grupą 'Carphology Collective'.

## Dyskografia

### Oficjalne albumy
- Popular Mechanics, (i/Che, 1997)
- A Trick of the Sea, (Darla, 1998)
- Low Birth Weight, (Rocket Girl, 1999)
- Artists' Rifles, (Rocket Girl, 2000)
- Son de Mar, (4AD, 2001)
- Writers Without Homes, (4AD, 2002)
- The Troubled Sleep of Piano Magic, (Green UFOs, 2003)
- Disaffected (Darla, 2005)
- Part Monster (Important, 2007)
- Ovations (Make Mine Music, 2009)
- Life Has Not Finished With Me Yet (Second Language, 2012)

### Single i EP
- Wrong French, (i/Che, 1996)
- Wintersport, (i/Che, 1997)
- For Engineers, (Wurlitzer, 1997)
- Music for Rolex, (Lissy's, 1998)
- There's No Need for Us to Be Alone, (Rocket Girl, 1998)
- Fun of the Century, (Piao!, 1998)
- Mort Aux Vaches, (Staalplat, 1998)
- Music for Annahbird, (Piao!, 1998)
- Amongst the Books, an Angel, (Acetone, 1999)
- Panic Amigo, (Morr Music, 2000)
- I Came to Your Party Dressed as a Shadow, (Acuarela, 2001)
- Speed the Road, Rush the Lights, (Green UFOs, 2003)
- Saint Marie EP, (Green UFOs, 2003)
- The Opencast Heart EP, (Important Records, 2005)
- Never It Will Be the Same Again [limitowana edycja 100 kopii], (EN/OF, 2006)
- Incurable EP, (Important Records, 2006)
- Dark Horses EP, (Make Mine Music, 2008)
- Chemical EP, (Second Language, 2012)

### Powiązane wydawnictwa
- Bird Heart In Wool, Textile Ranch (Very Friendly, 2005)
- Klima, Klima (Peacefrog, 2007)
- We Don't Just Disappear, Future Conditional (LTM, 2008)
- Brave New Wales, Various Artists (Fourier Transform, 2008)
- Details Not Recorded, Glen Johnson (Make Mine Music, 2009)